# 御座白浜海水浴場

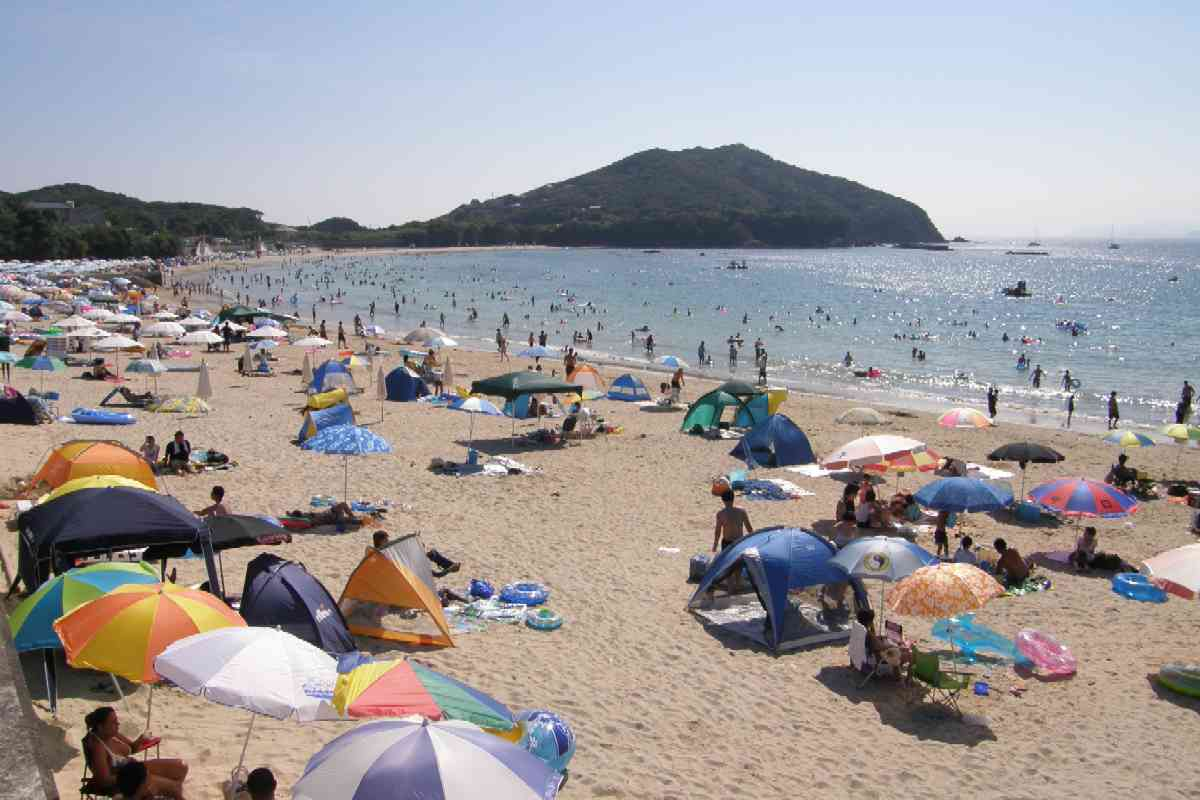
御座白浜海水浴場

御座白浜海水浴場（ござしらはまかいすいよくじょう）は、三重県志摩市志摩町御座にある海水浴場である。

## 特徴
- 志摩半島先端の海水浴場で、環境省による「快水浴場百選」のほか、「日本の水浴場55選」、「日本の水浴場88選」にも選ばれている。
- 水質がよい。2010年（平成22年）の水質調査では「AA」（最高）と判定された[1]。

- 白い砂浜が特徴の海水浴場。
- 海の家、オートキャンプ場が多い。

### 海水浴客数の推移
| 2005年 | 169,050人 |  |
| 2006年 | 164,194人 |  |
| 2007年 | 155,676人 |  |
| 2008年 | 166,054人 |  |
| 2009年 | 115,269人 |  |
| 2010年 | 158,008人 |  |
| 2011年 | 78,736人  |  |
| 2012年 | 86,042人  |  |
| 2013年 | 80,398人  |  |
| 2014年 | 70,658人  |  |
| 2015年 | 72,736人  |  |
| 2016年 | 67,066人  |  |
| 2017年 | 87,791人  |  |
| 2018年 | 37,412人  |  |
| 2019年 | 29,772人  |  |
| 2020年 | 24,235人  |  |

## 料金
- 駐車料金は有料(1日　800円程度）
- シャワー（有料）、売店有り。

## アクセス
- 近畿日本鉄道志摩線鵜方駅から三重交通バス御座港行き乗車、「御座白浜」下車、徒歩1分。

## 関連記事
- 伊勢志摩国立公園